# Stanisław Markowski (żołnierz)
Stanisław Markowski (ur. 20 czerwca 1904 w Brześciu nad Bugiem, zm. 13 stycznia 1996 w Warszawie) – kapitan piechoty Wojska Polskiego, major Armii Krajowej, kawaler Krzyża Srebrnego Orderu Wojennego Virtuti Militari.

## Życiorys
Urodził się w rodzinie Stanisława (zm. 1967), kolejarza, i Aleksandry z domu Wejkowskiej (zm. 1967), krawcowej. W rodzinnym Brześciu nad Bugiem ukończył szkołę powszechną i szkołę średnią. Po zdaniu matury wstąpił do Szkoły Podchorążych Piechoty w Ostrowi Mazowieckiej, w której kształcił się w latach 1927–1930.
Zarządzeniem Prezydenta Rzeczypospolitej Ignacego Mościckiego (sygnatura B.P.L. 19333-I-30) mianowany został na stopień podporucznika w korpusie oficerów piechoty, ze starszeństwem z dnia 15 sierpnia 1930 i 199. lokatą, oraz wcielony do 66 pułku piechoty. W 1930 zajmował 718. lokatę łączną wśród podporuczników korpusu piechoty. W roku 1932 zajmował już 196. lokatę wśród podporuczników piechoty w swoim starszeństwie. Na mocy zarządzenia Prezydenta RP z dnia 12 marca 1933 awansowano go do rangi porucznika piechoty, ze starszeństwem z dnia 1 stycznia 1933 i 229. lokatą. Pozostając oficerem 66 pułku piechoty zajmował na dzień 1 lipca 1933 nadal 229. lokatę wśród poruczników piechoty w swoim starszeństwie (była to jednocześnie 2196. lokata łączna wśród wszystkich poruczników korpusu piechoty). Z kolei na dzień 5 czerwca 1935 zajmował 1708. lokatę łączną na liście starszeństwa poruczników piechoty (była to 224. lokata w starszeństwie). Do stopnia kapitana awansowany został ze starszeństwem z dnia 19 marca 1939 i 87. lokatą wśród oficerów piechoty. Na dzień 23 marca 1939 piastował funkcję dowódcy plutonu łączności w 66 pułku piechoty.
W kampanii wrześniowej wziął udział na stanowisku dowódcy kompanii ckm w Podgrupie „Radom” ppłk. Bronisława Kowalczewskiego (wchodzącej w skład Grupy „Kielce” płk. dypl. Kazimierza Glabisza). Walczył pod Iłżą po czym przedostał się do Kowla, gdzie ponownie objął dowództwo nad kompanią ckm. Następnie w Samodzielnej Grupie Operacyjnej „Polesie”, po bitwie pod Kockiem w niemieckiej niewoli, z której uciekł (z obozu w Jędrzejowie) pod koniec października 1939. Od 1939 działał w konspiracji - w Związku Walki Zbrojnej i Armii Krajowej. Początkowo w Warszawie, a od początku października 1942 we Lwowie. 1 listopada 1942 aresztowany we Lwowie przez Gestapo i poddany brutalnemu śledztwu, zachorował na tyfus. Uciekł z lwowskiego więzienia w dniu 25 kwietnia 1943 i powrócił do Warszawy.
Uczestnik powstania warszawskiego na stanowisku zastępcy dowódcy batalionu „Łukasiński". Od 15 sierpnia 1944 dowódca tegoż batalionu. Za całokształt swej służby w konspiracji i męstwo wykazane podczas powstania odznaczony został, w dniu 28 sierpnia 1944 przez Dowódcę Armii Krajowej, Krzyżem Srebrnym Orderu Wojennego Virtuti Militari. Po upadku powstania w niewoli niemieckiej - Oflagu II C Woldenberg. Awansowany do rangi majora w dniu 4 października 1944 (rozkaz Dowódcy Armii Krajowej Nr 517).
Po wyzwoleniu z oflagu powrócił do stolicy. Pracował w spółdzielni „Samopomoc Chłopska” oraz jako główny księgowy w ELUDZ-ie.
Żonaty z Ireną z domu Białczyk (zm. 1997), z którą miał córki Małgorzatę i Marię oraz synów Jerzego, Andrzeja i Leszka.
Zmarł w Warszawie, pochowany na cmentarzu parafialnym w Józefowie (kwatera E-21-43).

## Ordery i odznaczenia
- Krzyż Srebrny Orderu Wojennego Virtuti Militari nr 13367
- Srebrny Krzyż Zasługi z Mieczami
- Warszawski Krzyż Powstańczy[14]